# Долина троянд (Болгарія)
Долина троянд або Розувата долина (болг. Розовата долина) — поля олійної Дамаської троянди в Казанликській улоговині у підніжжя гір Стара Планина, між містами Казанлик і Карлово.

## Історія
«Троянда — провісниця щастя», — кажуть болгари. Серед них живе романтична легенда про закоханих — Добромира і Лею, бо коли двоє зустрінуться серед троянд, то обов'язково покохають одне одного.

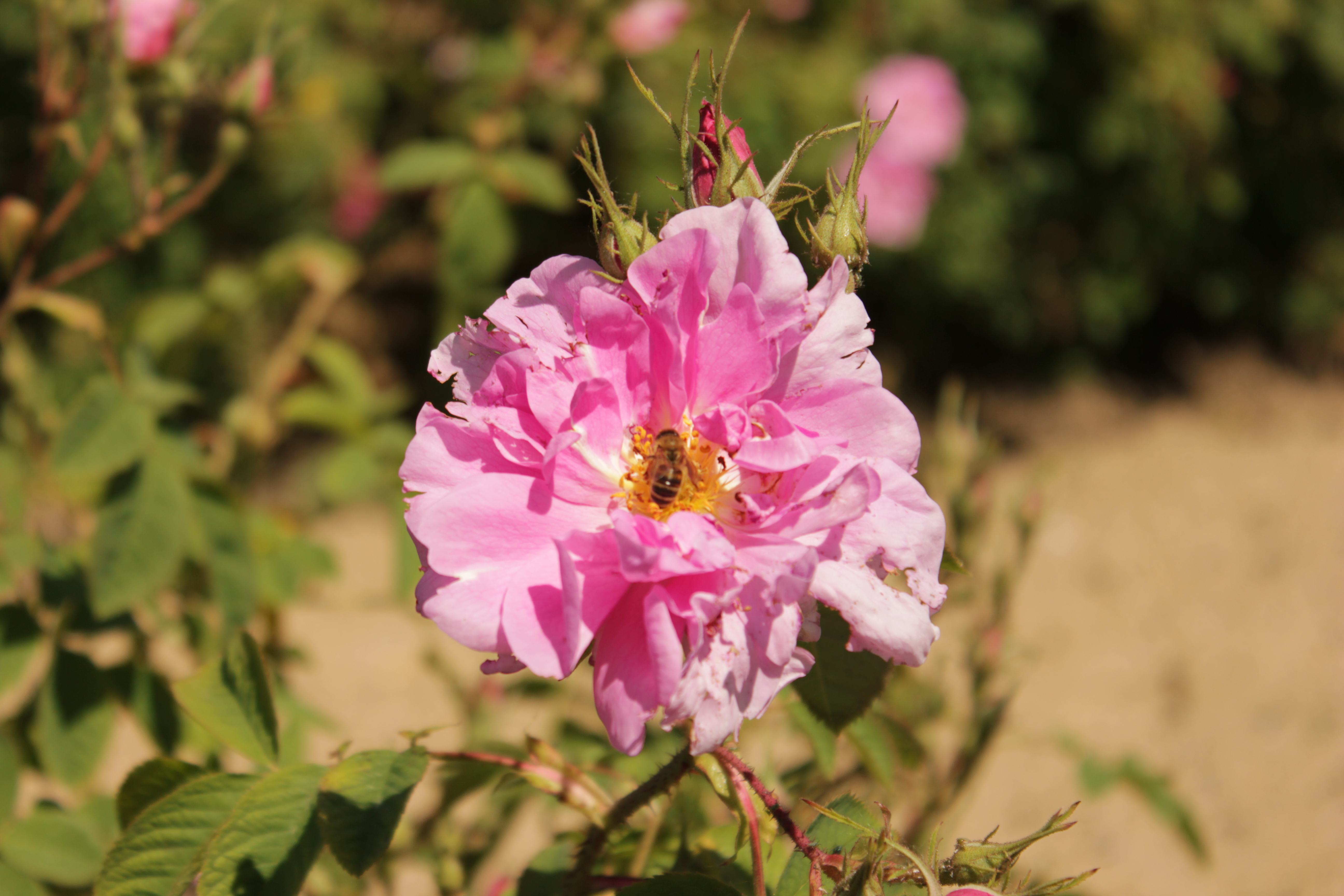
Rosa
damascena

Дамаська олійна троянда (Rosa Damascena) була завезена до Європи у XIII ст.
«… Одного разу відважні паладини, що невтомно мандрують по миру, щоб відшукати честь і славу, та здійснити величезні подвиги — вирішили віднайти Доліну Троянд, де знаходиться Скеля Ніжності і розташований Замок Любові, стіни якого приховують найкрасивіших жінок миру. Про долину було відомо зі співу поетів, оповідали манускрипти ще з прадавніх часів, юнаки марили нею — і відважні шукачі мрій відправилися в шлях, щоб знайти та побачити це чудо на власні очі. Довгий і важкий шлях, і, нарешті, коли пурпурне світило поступилося небо зіркам, лицарі — паладини все ж таки віднайшли долину, в якій було багато троянд, які розпустилися так, що скеля здається немов і не стосувалася землі…» — співали менестрелі в замках Західної Європи в XIII столітті. 

### Легенди щодо появи Rosa Damascena в Долині троянд
Існує декілька легенд щодо появи олійної троянди в Долині троянд.
За однією, олійна троянда була завезена з Малої Азії на початку рабства та була поширена в околицях сучасного міста Шипка. Назву цього міста пов'язують з давньоболгарською назвою троянди — «шипеик».
Згідно з іншою версією олійну троянду привіз із Тунису турецький каді в XVI ст., якого було поховано на території мечеті у місті Солак джамісі. Селище почали називати «Кадимезар махлесі» (кадійська махала).
Третя легенда віщує про те, що турецький садівник з Малої Азії, де він вирощував гвоздику та інші ароматичні рослини для виготовлення олії, привіз до родючої долини річки Тунджа, Казанлик саджанці олійної троянди. З висадженої гвоздики він одержав небагато олії, а троянди здивували його своїм квітуванням. Тому й місцевість, де працював садівник, називають «Карамфіл башча» (сад гвоздики).  [Архівовано 21 вересня 2016 у Wayback Machine.]
Перші саджанці квіток з метою виробництва олії у Долині троянд були висаджені наприкінці XVI початку XVII ст., а у 1921 р. трояндову олію виробляли вже 2170 громади, у 40 — роках XX ст. олія з квіток Долини троянд вже складала 80 % всієї виробленої в Болгарії трояндової олії.

## Клімат Долини троянд
Долина Троянд розташована на південь від Балканських гір. У своєму складі має дві річкові долини: долину Стряма (на захід) і долини Тунха (на сході), з центрами у містах Карлово і Казанлик відповідно.
В долині сприятливий клімат для росту троянд: підвищена вологість повітря, рясне випадіння опадів у травні-червні, незліченне число сонячних днів протягом року, коротка м'яка зима. Ці фактори сприяють подовженню періоду квітнення троянди, затримці випаровуванню ароматичних компонентів.
Збір квіток троянди здійснюється лише вручну з 4 до 9 години ранку та триває з 20 травня по 20 червня. Кажуть, раніше жінки, збираючи трояндові пелюстки, завжди співали, і тоді отримана олія набувала чудодійних властивостей.

## Виробництво трояндової олії
Особливість технології виготовлення трояндової олії з болгарської троянди — подвійна дистиляція.
Для отримання 1 кг трояндової олії потрібно 3-3,5 тонн червоних троянд або 5-6 тонн білих олійних троянд.
За рік Болгарія виробляє 1,5-2 тонни трояндової олії, яка має гамму з 265 ароматичних складових, що робить її унікальною. Болгарська трояндова олія одержала золоті медалі на виставках у Парижі, Лондоні, Філадельфії, Антверпені, Мілані.
1 кг трояндової олії коштує від 4 до 6 тис. євро в залежності від якості та кон'юнктури ринку. Перше місце у світі серед країн, що експортують трояндову олію, посідає Туреччина. Далі йдуть Болгарія, Марокко, Іран, Індія. Болгарія експортує трояндову олію до Франції, Німеччини, США, Японії та арабських країн.
З 2012 р. за ініціативою виробників трояндової олії Казанлику та Карлово, «болгарська трояндова олія» претендувала на внесення до переліку європейських продуктів, захищених у ЄС. Сьогодні вона займає своє почесне місце серед таких, більш ніж 1200 європейських продуктів.  [Архівовано 15 квітня 2015 у Wayback Machine.]

## Музей троянди
У 1984 р. в Долині троянд було відкрито музей троянди.

## Міжнародний фольклорний фестиваль троянд
Вперше фестиваль троянд був проведений у 1903 р.
Кожен непарний рік трояндовий фестиваль проходить у м. Карлово, а кожен парний — у Казанлику.
Місто Карлово — це колишнє село Сушица, яке було подароване ще в XV ст. переможним султаном Баязидом своєму полководцеві Карлалу-Беєві.
Ще під час неоліту на місці сучасного міста Казанлик виникло перше поселення. Фракійське місто Севтополіс (назване на честь царя Севта III) тривалий час було столицею Одриської держави, а сьогодні знаходиться під водосховищем «Копринка», що в 7 км на захід від Казанлика. За результатами археологічних розкопок було виявлено 12 стародавніх гробниць, найцінніша з яких — Казанликська гробниця. 
Місто Казанлик виникло на початку XV століття. За часів панування Османської імперії Казанлик був відомий виробництвом трояндової олії, галунів, тканини з вовни.
Програма Міжнародного фольклорного фестивалю троянд включає ритуальний збір перших рожевих пелюсток на полях і видобуток трояндової олії, святкові фольклорні карнавал (ходу кукерів (ряжених)) та фестиваль, майстер-класи, виставки живопису та фотографії.
Кульмінація свята — конкурс краси та обрання Королеви Троянди, який проводиться з 1975 р. Мешканці та гості фестивалю проходять по головній вулиці міста у вбрані римських, фракійських і давньогрецьких часів. Група хлопців на троні несе обрану Королеву Троянди, одягнену у вінок, яка обсипає всіх присутніх рожевими запашними пелюстками.
В межах фестивалю проводиться конкурс на визначення «Міні місс Роза» та міжнародний фольклорний фестиваль «Балканська молодь».
Закінчується свято далеко за північ хороводом.